# Vilhelm Buhl

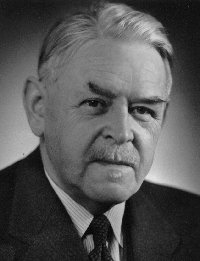
Vilhelm Buhl

Vilhelm Buhl (* 16. Oktober 1881 in Fredericia; † 18. Dezember 1954 in Kopenhagen) war ein dänischer Jurist und Politiker und 1942 sowie 1945 dänischer Ministerpräsident.

## Leben
1932 wurde Buhl für die dänischen Sozialdemokraten Abgeordneter der ersten Kammer des dänischen Parlaments, des Landstings. Von 1939 bis 1953 war er Mitglied der zweiten Kammer, des Folketing.
Von 1937 bis 1942 war er dänischer Finanzminister.
Nach dem Tod Thorvald Staunings wurde Buhl am 2. Mai 1942 Ministerpräsident von Dänemark, jedoch bereits am 9. November desselben Jahres auf Druck der deutschen Besatzungsbehörden aufgrund der so genannten Telegrammkrise durch Erik Scavenius abgelöst. Nach der Befreiung Dänemarks von der deutschen Besatzung war er vom 5. Mai 1945 bis zum 7. November 1945 erneut dänischer Ministerpräsident.
Während seiner zweiten Amtszeit als Ministerpräsident übte er im Mai 1945 zudem die Funktion des dänischen Außenministers aus und vom 25. Februar bis zum 4. März 1950 war er dänischer Justizminister.